# Ministère des Transports et de l'Infrastructure du Nouveau-Brunswick
Le ministère des Transports du Nouveau-Brunswick, créé en 1967, est responsable du réseau de transport de la province.

## Organisation
Le Nouveau-Brunswick compte plus de 18 000 km de routes, 2 900 ponts et des traversiers.
La province est divisée en 6 districts :
- Bathurst (Gloucester et Restigouche-Est)
- Miramichi (Northumberland)
- Moncton (Kent, Westmorland et Albert)
- Saint John (St John, Kings et Charlotte)
- Fredericton (Queens, Sunbury, York et Carleton)
- Edmunston (Victoria, Madawaska et Restigouche-Ouest)

## Liste des ministres
| Dates                               | Ministre            | Gouvernement     |
| ----------------------------------- | ------------------- | ---------------- |
| depuis le 2 novembre 2024           | Chuck Chiasson      | Susan Holt       |
| 27 juin 2023 - 2 novembre 2024      | Richard Ames        | Blaine Higgs     |
| 13 octobre 2022 - 27 juin 2023      | Jeff Carr           | Blaine Higgs     |
| 29 septembre 2020 - 13 octobre 2022 | Jill Green          | Blaine Higgs     |
| 9 novembre 2018 - 29 septembre 2020 | Bill Oliver         | Blaine Higgs     |
| 5 octobre 2018 - 8 novembre 2018    | Denis Landry        | Brian Gallant    |
| 6 juin 2016 - 4 octobre 2018        | Bill Fraser         | Brian Gallant    |
| 7 octobre 2014 - 6 juin 2016        | Roger Melanson      | Brian Gallant    |
| 12 octobre 2010 - 7 octobre 2014    | Claude Williams     | David Alward     |
| 3 octobre 2006 - 12 octobre 2010    | Denis Landry        | Shawn Graham     |
| 27 juin 2003 - 3 octobre 2006       | Paul Robichaud      | Bernard Lord     |
| 9 octobre 2001 - 27 juin 2003       | Percy Mockler       | Bernard Lord     |
| 21 juin 1999 - 9 octobre 2001       | Margaret-Ann Blaney | Bernard Lord     |
| 27 octobre 1987 - 21 juin 1999      | Sheldon Lee         | Ray Frenette     |
| 3 octobre 1985 - 27 octobre 1987    | Robert McCready     | Richard Hatfield |
| 18 juillet 1972 - 3 octobre 1985    | W. G. Bishop        | Richard Hatfield |
| 12 novembre 1970 - 18 juillet 1972  | J. S. Brooks        | Richard Hatfield |
| 20 novembre 1967 - 12 novembre 1970 | André Richard       | Louis Robichaud  |